# Croce mariana

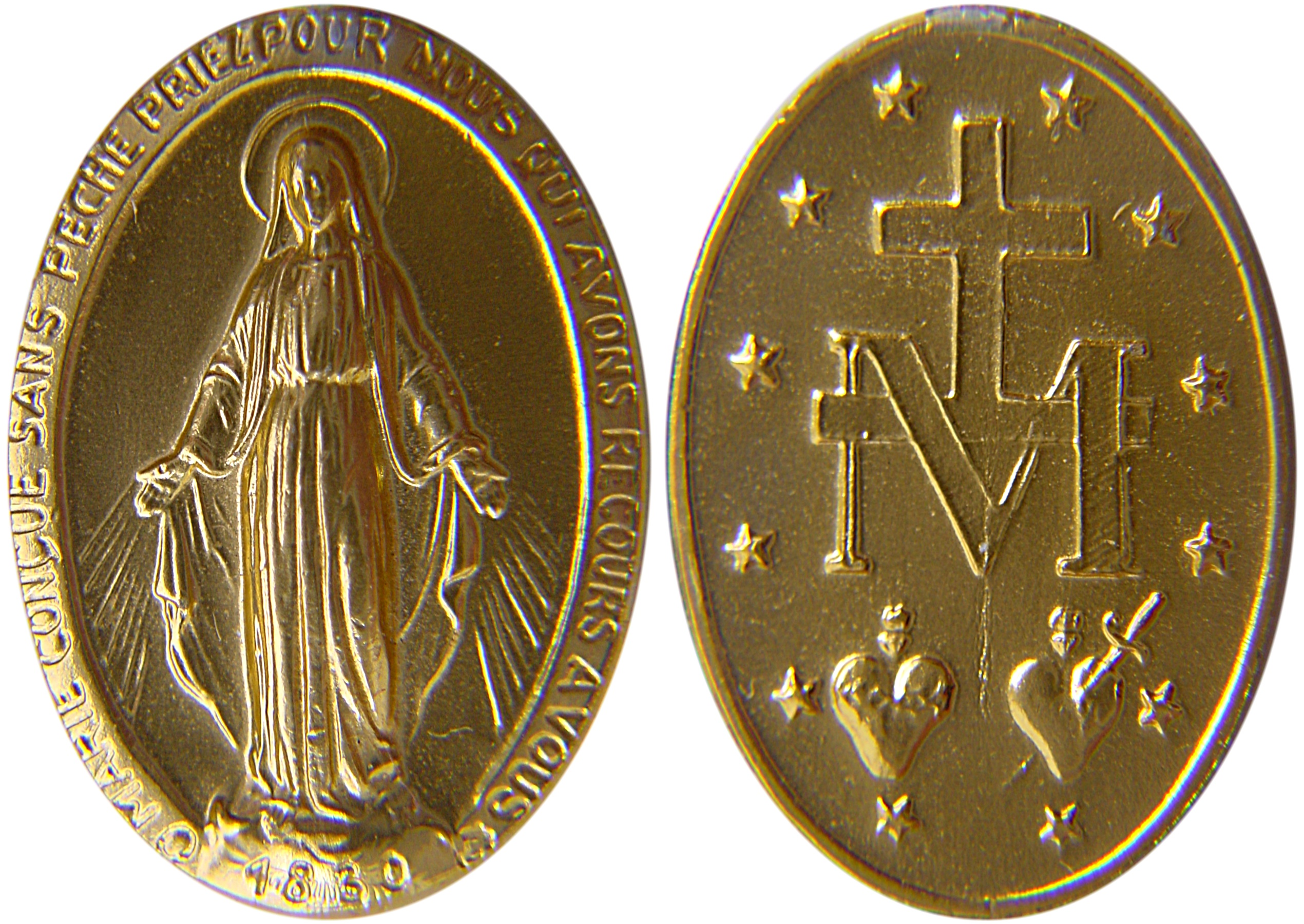
La Medaglia Miracolosa di Nostra Signora delle Grazie.

La croce mariana è il termine usato per descrivere la rappresentazione simbolica di una croce strettamente connessa a Maria, corredentrice del genere umano con Gesù. La lettera "M" sotto la croce indica la presenza di Maria ai piedi della croce sul Calvario.

## La Medaglia Miracolosa
La combinazione della lettera "M" con la croce latina si trova a partire dal 1830 sul disegno della Medaglia Miracolosa (conosciuta anche col nome di Medaglia di Nostra Signora delle Grazie, basata sulle rivelazioni di santa Catherine Labouré). Nel disegno la lettera "M" è sormontata da una croce latina con una barra intersecata alla lettera "M" stessa.

## Stemma di papa Giovanni Paolo II

Stemma di Giovanni Paolo II

Lo stemma di papa Giovanni Paolo II è composto da una croce spostata rispetto alla posizione ordinaria centrale per far spazio alla lettera "M" posta nel quarto in basso a destra, che rappresenta appunto la figura di Maria ai piedi della croce di Gesù sul Calvario.

In un articolo del 1978, il giornale vaticano L'Osservatore Romano, riportava:
Lo stemma di papa Giovanni Paolo II è inteso come un omaggio al mistero centrale della cristianità, quello della Redenzione. In sostanza rappresenta una croce, la cui forma non corrisponde comunque agli usuali modelli araldici. La ragione di questo spostamento è inusuale, ma non se una persona considera il secondo oggetto incluso nello stemma: una grande lettera "M" maiuscola che richiama la presenza della Madonna sotto la Croce e la sua eccezionale partecipazione al progetto della Redenzione. L'intensa devozione del pontefice alla Santa Vergine si manifesta anche in questo modo.
Giovanni Paolo II scriveva: "So bene che nel mio stemma episcopale vi sono le rappresentazioni simboliche del Vangelo di Giovanni 19:25-27." ("Stavano presso la croce di Gesù sua madre e la sorella di sua madre, Maria moglie di Cleofa, e Maria di Magdala. Quando Gesù vide sua madre e il discepolo che egli amava, disse a sua madre Donna, ecco tuo figlio. Quindi rivolgendosi al discepolo: Figlio, ecco tua madre.")